# 黑色推銷員
《黑色推銷員》是藤子不二雄Ⓐ創作的日本漫畫作品，1968年在小學館《Big Comic》以短篇作品形式連載，1969年至1971年在實業之日本社《漫畫Sunday》雜誌連載。1989年到1992年10月在TBS系節目《Gimme Breaking》中動畫化，標題改為《笑面推銷員》。

## 故事簡介
在這年代，無論男女老少都有寂寞之心。此時出現一位能把心中的縫隙填起來、並且讓各種精細的願望經由志願服務給實現、名叫喪黑福造的推銷員登場了，他以身穿黑衣；臉上帶著詭異笑容的樣貌出現，只要看到對應的「客人」出現就會提供填補「心中的空隙」的相關服務，同時在交易完成後提出互相完成「約定」的交換條件。

## 登場角色

### 主角
喪黑福造（聲：大平透（1989年版）、玄田哲章（2017年版）/ 演：秋山龍次）
本作主角，通稱喪黑。經常面帶詭異笑容，體態寬廣，習慣穿著黑色衣裝的男性推銷員，年齡、經歷、家庭一概不詳。
擁有看透人心和控制他人的能力，會隨機物色和親近心有慾望的目標客戶，理解客戶的願望和需求，將自己持有的道具免費給對方使用，同時向客戶說明和立定使用規範，一旦客戶違背其立定的規範將會給與制裁或令對方自食惡果。但極少數情況也會幫助使用道具出狀況的客戶解危。

### 2017年版動畫角色
※此處以2017年動畫版登場角色為主。
中島健一（聲：橋本晃一（1989年版）、江口拓也（2017年版））
動畫第1話登場的公司職員，27歲。因為透過職場前輩坂卷（聲：相馬幸人）的引薦，在公司地下樓層發現可在白晝飲酒的「白昼夢」俱樂部和認識喪黑，對陪酒公關小瑤（聲：植竹香菜）產生好感。後來被喪黑告知該俱樂部在夜間會變成普通俱樂部的事實，為了盡情享樂帶著前輩坂卷再度光顧狂歡，結果兩者忘記回歸工作崗位而被上司視為曠職處分。
高島美津子（聲：阿澄佳奈）
動畫第1話登場的粉領族。因為不滿職場同事推諉責任和私底說她壞話，經常透過購物發洩情緒而導致自己的信用卡透支額度。後來被偶遇的喪黑看穿內心渴望，從後者手裡取得無消費上限但會在翌日取回購買物件的信用卡，使用過程體會到金錢應有效投資在自身的道理，結果違背喪黑的告誡使用該信用卡支付美容美體費用，被喪黑懲戒導致她的外型一夜間變樣。
木原志佐雄（聲：吉村傭（1989年版）、關俊彥（2017年版））
動畫第2話登場的商人，46歲。因為對單調乏味的家庭生活和妻子變得鮮少理會他感到苦悶，前往溫泉街出差時期間，被偶遇的喪黑看穿內心渴望並在高等溫泉會館「幻怪亭」招待，對前來招待兩人的藝妓千（聲：米澤円）產生好感。後來被喪黑告知自己因不勝酒力醉倒，渴望再和千共飲，結果被變裝成千且容貌神似妻子的藝者（聲：根本圭子）蒙騙，在酒醉的情況和後者共眠而付出50萬日圓的代價。
出社伊夜太（聲：齊藤壯馬）
動畫第2話登場的社會新鮮人，24歲。因為在黑心公司遭遇不愉快的職場經驗，導致精神受創提出辭職，變得畏懼上班。被偶遇的喪黑得知其境遇後，經由後者引薦前往輔導無法再上班的族群培訓技能再就業的虛擬公司「真幌支會社」，透過松岡（聲：田中完）等人進行輔導訓練，但由於過度沉溺在虛擬公司掌權的感覺而激發出內心黑暗面，最後被喪黑懲戒成為虛擬公司的黑心公司體驗會場的常駐員工。事後喪黑評價他「原來他自己才是黑心老闆」。
甘江優男（聲：宮田幸季）
動畫第3話登場的男性上班族，27歲。和母親（聲：松岡洋子）共同生活，但由於母親過度干涉，導致成年生活仍需仰賴母親（例如製作午餐便當）。後來對公司同事季美子（聲：植竹香菜）產生好感，為讓她認可母親，透過偶遇的喪黑取得能讓任何食物變美味的「美味粉」加入母親製作的便當，結果因為自己對情感方面的抉擇優柔寡斷且忽略喪黑提醒「美味粉」僅有五包的事情，最後被喪黑懲戒無法拒絕母親製作的便當，季美子也在見及優男母親製作含有警告的便當後正式離開優男。
加米良鐵也（聲：金谷英孝）
動畫第3話登場的男性上班族，鐵道迷。年輕時期曾為公司出色員工，因為乘坐国鉄583系電車 （页面存档备份，存于）的體驗，以此契機成為鐵道迷，但之後在職場再無出色表現。後來透過偶遇的喪黑再度乘坐583系電車重溫舊夢，但在工作期間因為個人過錯和得罪上司，在心情低落的情況忘記喪黑提醒該班列車僅能搭乘一次的警告，再度乘坐583系電車，最後被喪黑懲戒導致精神失常。
直木純一（聲：堀川亮（1989年版）、羽多野涉（2017年版））
動畫第4話登場的男性銀行員，26歲。在車站候車期間偶然邂逅容貌美麗且戴著口罩的女子影野映子（聲：赤崎千夏），對其產生好感，被偶遇的喪黑得知其慾望，透過喪黑撮合開始和該名女子拉近距離。後被喪黑告誡「不要只是因為對方漂亮，就興起和她見面的念頭」，仍堅持和對方會面，結果被映子告知整容的真相，看見對方的駭人真面目而被當場嚇壞。
道原驅（聲：三木真一郎）
動畫第4話登場的上班族，熱衷跑步。因為苦於經常在跑步期間遇到各種突發狀況，經由喪黑引薦使用可讓任何人事物自動讓開的「跑步者天國許可證」，結果在認識心儀的女性跑者古鹿万美（聲：豐口惠）後，為了幫助對方順利跑步而違背和喪黑的約定，透露「跑步者天國許可證」的秘密兼給万美使用該證，反而導致許多跑步者接連得知和使用「跑步者天國許可證」，讓原本渴望能夠順利跑步的道原落得無法順利跑步的下場。
內名木洋介（聲：青野武（1989年版）、千葉繁（2017年版））
動畫第5話登場的男性上班族，58歲。因為瀕臨退休年齡，對於週一通勤上班的壓力和妻子強勢的態度感到困擾，被偶遇的喪黑介紹至待在裡面便是永久處於星期日時光的「星期日俱樂部」放鬆身心，結果因為過度掛念「星期日俱樂部」的放鬆氛圍和逃避現實，被喪黑懲處無法離開「星期日俱樂部」而變得頹廢。
物餅富美江（聲：恆松步）
動畫第5話登場的家庭主婦，先生（聲：仁科洋平）是喜歡蒐集鐵道模型和相關事物的大企業菁英，兒子豐（聲：若井友希）則是優等生。因為苦於先生的蒐藏品和兒子的獎狀記念盃過度佔據住家空間，禁不起登門拜訪的喪黑請求讓他踏進家門，經由後者引薦參觀成功人士鴨野明子（聲：遠藤さやか）的套房學習實踐斷捨離的居家管理，結果因為過度執著斷捨離的理念，被喪黑懲處變成執著拋棄事物的女人，導致先生和兒子離她遠去。後揭露鴨野明子其實是藉著讓受害者參訪自己特意整裡的套房學習斷捨離，再將受害者拋棄的物品私底回收的慣犯。
宇土泰造（聲：三宅健太）
動畫第6話登場的男演員，家有妻子和未足齡的兒子，29歲。因為體型過於高大，難以接洽演出合約，連原本的經紀人亦認為其不適任演員而宣佈解約。偶遇喪黑並向後者傾訴星途的挫折後，喪黑指出其賣點在於高大的身型，遂給他特製的仿真面具並指導他以「怪物租賃」的身分接洽演出，令其由黑翻紅。後由於原本的經紀人以豐厚的拍片酬勞挖角，向喪黑晤談解約一事，結果被喪黑懲處而無法摘下特製面具，導致脾氣變得暴躁而發狂砸毀拍攝場所道具，拍片的計畫亦就此告吹。
銅羅木雄良（聲：西山宏太朗）
動畫第6話登場的大學五年級生，22歲。因為打工的關係成為著迷夜生活的夜貓子，但亦因為作息日夜顛倒影響和女友陽子（聲：青山吉能）的感情發展。偶遇喪黑並從後者手裡取得能夠助眠的「睡眠薰香」後，雖然短暫體會到和女友白晝約會的感覺，但禁不起同學誘惑而違背喪黑的告誡再度接觸夜生活，令陽子決定認真思考彼此的關係，最終銅羅木懇求喪黑再次協助他，始察覺陽子為配合他的作息成為風塵女子，在懊悔的心情中受「睡眠薰香」的影響再度昏睡。
磯部錦一（聲：島田彰（1989年版）、川島得愛（2017年版））
動畫第7話登場的男性上班族，家有妻子和就讀小學的女兒，36歲。雖然有著幸福家庭，但渴望在生活中進行小冒險，後偶遇喪黑並從後者手裡取得能夠易容的道具四處探索，導致私底下的生活逐漸走調，最後更在不知情的狀況變裝成某個家庭的主人而不再回歸原本的家庭。
靜岡希美（聲：高山南）
動畫第7話登場的媽媽團成員，育有兒子望（聲：吉岡七穗）。雖然對該公寓社區的媽媽團首領鬼世（聲：葛城七穗）感到不滿，但礙於得罪鬼世將會被趕出社區，而未和其他住戶團結對抗她，僅向偶遇的喪黑表達「只要讓鬼世高興即可」的訴求。最後自己和望反被鬼世以「望經常在走廊奔跑吵到他人」為由，被迫搬離該公寓。
夢見亞士（聲：小山力也）
動畫第8話登場的已婚劇本作家，49歲。因為經常在睡眠期間作惡夢，導致睡眠品質深受影響，向偶遇的喪黑傾訴煩惱並從後者手裡取得可讓服用者控制夢境的「夢遊糖」，在夢中和名為麻夢子（聲：柚木涼香）的相戀。後由於過度沉溺夢境戀情而違背喪黑一次僅能服用一顆「夢遊糖」的告誡，結果在被夢境控制的情況遭麻夢子持刀殺害。
弱腰過（聲：石田彰）
動畫第8話登場的計程車司機，26歲。因為職業性質需要應對各種顧客，本人也對自己無法堅持原則應對麻煩顧客感到心煩。後來在工作期間偶遇搭車的喪黑，從後者手裡取得可讓配戴者變得強勢的假鬍子而成功改善工作境遇，但在忽略喪黑的告誡持續配戴該鬍子的情況下，導致自我意識高漲，遭喪黑懲處並被假鬍子控制自我，最後因為載客期間飆車超速被警方臨檢（車上的乘客為銀行搶匪），才讓風波平息。
番頭井守（聲：杉田智和）
動畫第9話登場的失業男子，30歲。熱衷探索懷舊澡堂和澡堂畫。在澡堂偶遇同樣來泡澡的喪黑，交流過程甚感投緣而透露希望見及繪有富士山、駿河、三保之松原的澡堂畫。後來經由喪黑引薦至名為「少將湯」的懷舊澡堂而圓願，卻因為喜歡上服侍兩人的女店主（聲：八木菜緒），忽視喪黑「僅能光顧一回該澡堂」的告誡而再次光顧該澡堂，結果發現該澡堂已處於荒廢狀態，自己更被女店主真身是駭人老婆婆的真面目嚇壞而尖叫。
戶鰐學（聲：子安武人）
動畫第9話登場的兼職研究員，26歲。夢想研究出能夠治病的萬能藥劑。先前進行研究時被前女友盜用研究成果，加著週旋於教授和研究人員間的交際，從此對人性失去信心。喪黑得知其境遇後，推薦他帶領研究團隊前往某棟易主且有財團金援的研究所，在三個月後獲得研究所的所有權。但後來戶鰐忽略喪黑「不可將注意力放在研究以外的事物」的告誡，盜用研究成員竹村（聲：三宅貴太）的研究成果，最終遭喪黑懲戒導致盜用研究成果的事發而聲敗名裂，失去研究所所有權而落魄離去。
老手一人（聲：中尾隆聖）
動畫第10話登場的剛退休不久的上班族，65歲。由於剛退休一度淪為失業狀態，然後他的子女與媳婦離他遠去的關係非常渴望能跟孫子一起享樂。被偶遇的喪黑發現後推薦給他一個祖孫交友體驗網來享受祖孫之間的情誼，也因此重新就業擔任警衛以及更換成智慧型手機來看虛擬孫子的影片。但因為虛擬孫子的母親（聲：西村千奈美）傳來他打棒球受傷的緊急訊息，想前來慰問時被偶遇的喪黑懲處。結果在來到虛擬孫子的住家時愕然發現原來虛擬孫子的「爺爺」不止一個而已，而且他們都有登錄祖孫交友體驗網並且親自來送禮物給孫子。
落入末雄（聲：津田健次郎）
動畫第11話登場的已婚精英上班族，39歲。雖然在職場表現出色且家庭幸福美滿，但內在隱藏著想打破完美的心態。被偶遇的喪黑發現並告誡此心態置之不理將會嚴重影響生活後，經由喪黑提議以「模擬破滅行為」拜訪某間暗巷裡的黑心酒店，體認到破滅行為帶來的風險，卻未料到自己反而著迷於遭遇危險時的緊張和迷失感，再度準備造訪黑心酒店，被偶遇的喪黑懲處導致內在和行為徹底墮落，最終因為翹班未歸自毀前程，在失魂落魄的狀態被妻子（聲：下屋則子）經由喪黑領路接回家。
間間野亞里（聲：井上喜久子）
動畫第11話登場的舞台媽媽，偶像團體「亞妮公主學院初中部」團員間間野夢與（聲：井上穗乃花）的母親，37歲。年輕時為了追逐成為偶像的夢想而離鄉打工，藉著修習課程和參加徵選試圖擠進演藝圈，但在結婚成家和產下夢與後，轉而將未實現的夢想加諸在夢與身上，不顧女兒的反對要求她參與培訓課程和成為知名偶像。後來從偶遇的喪黑手裡，取得能控制他人行為一次的戒指和能讓配戴著完全聽令戒指配戴者的項墜，安排夢與配戴項墜參與偶像競選賽，結果為了讓她全程參與競賽而忽略喪黑的告誡，未在戒指發光時及時將其取下，導致夢與開始失控跳舞至馬路中間而遭遇迎面而來的大貨車，最終亞里悔悟自己將夢想強加諸女兒的行為，懇求喪黑並獲得後者協助成功解救夢與。事後亞里為了逐夢而親自參加偶像競選賽，盡管在場多數觀眾予以噓聲，仍在夢與的應援打氣中一圓登台夢想。
網雲豪 / 抹茶トリル 聲：鈴木達央
動畫第12話登場的自由業者，25歲。平日沉溺於網路交友聊天室，因為不滿化名「光騎士」（聲：武內駿輔）的網民惡意攻擊，在偶然進入喪黑開啟的祕密聊天空間向其訴苦後，透過喪黑協助取得可探知指定對象過往發言和行為（不限於網路和現實）的隨身碟軟體，成功反擊「光騎士」令其難堪退出聊天室。事後網雲因為開始接連濫用軟體攻擊看不順眼的聊天室網民，結果被喪黑懲處導致個人過往的發言和行為全部曝光，黯然退出網路交友聊天室。
島井知佳子（聲：水樹奈奈）
動畫第12話登場的單身女性上班族，36歲。渴望能夠前往海外旅遊和獲得美好邂逅，藉此讓看不起她的人刮目相看，為了能夠圓願而努力存錢，但苦於國外旅遊費用高昂而始終未能成行。在偶遇喪黑並傾訴煩惱後，雖然透過喪黑安排在東京內進行高檔周遊旅行，但被喪黑看透心裡有所隱瞞而道出渴望邂逅外籍男子、讓眾人刮目相看的願望，最終被喪黑引薦的姆修·梅菲斯特（聲：梅津秀行）以結婚為由，誆騙了所有的積蓄，梅菲斯特則在事後捲款潛逃，去向不明。

## 外部連結
- 電視動畫《笑面推銷員NEW》官方網站 （页面存档备份，存于）（日語）
- 《笑面推銷員NEW》官方的X（前Twitter）（日語）
- 電視劇官方網站（日語）（2025年版）
- 電視劇的X（前Twitter）